# Lydella sesamiae
Lydella sesamiae là một loài ruồi trong họ Tachinidae.